# Mouvement solidarité (Chypre)
Le Mouvement solidarité (en grec : Κίνημα Αλληλεγγύη, Kinima Allilengyi) est un parti politique nationaliste chypriote. Il est créé par Eléni Theochárous en 2016.

## Histoire
Theochárous quitte le Rassemblement démocrate en novembre 2015 pour protester contre le soutien de ce parti à un règlement relatif à la partition de Chypre. Elle crée le Mouvement Solidarité en janvier 2016. En mars de la même année, le Parti européen se dissout pour intégrer le parti. Aux élections législatives de 2016, le parti présente des candidats partout pour disputer les cinquante-six sièges en jeu et en remporte finalement trois.
Le parti est membre de l'Alliance des conservateurs et réformistes européens et affilié au groupe des Conservateurs et réformistes européens au Parlement européen.

## Résultats électoraux

### Élections législatives
| Année | Voix   | %    | Rang | Sièges |
| ----- | ------ | ---- | ---- | ------ |
| 2016  | 18 424 | 5,24 | 6e   | 3 / 56 |
| 2021  | 8 254  | 2,31 | 10e  | 0 / 56 |

### Élections européennes
| Année | Voix   | %     | Sièges | Rang | Groupe |
| ----- | ------ | ----- | ------ | ---- | ------ |
| 2019a | 38 756 | 13,80 | 1 / 6  | 3e   |        |

a En alliance avec le Parti démocrate.